# Evangelische Superintendentur A. B. Salzburg und Tirol
Die Evangelische Superintendentur A. B. Salzburg und Tirol ist eine Superintendentur der Evangelischen Kirche A. B. in Österreich.

## Organisation
Der Sitz der Superintendentur befindet sich in Innsbruck. Sie umfasst 16 Pfarrgemeinden, davon neun in Salzburg und sieben in Tirol. Zusammen haben sie rund 30.000 Mitglieder. Die Leitung der Superintendentur obliegt dem Superintendentialausschuss unter Vorsitz des Superintendenten.
Mit der Reformierten Kirche bildet die lutherische Kirche zusammen die Evangelische Kirche in Österreich (A.u.H.B.).
Teile des Salzburger Landes zählen zu anderen Superintendenturen: Rußbach am Paß Gschütt liegt im Sprengel der Pfarre Gosau, Superintendentur Oberösterreich. Der Ennspongau ist Teil der Pfarre Schladming (SI Steiermark; Tochtergemeinde in Radstadt). Der Lungau ist Teil des Pfarrsprengels Murau, SI Steiermark. Osttirol zählt zur SI Kärnten und Osttirol.
Die Hauptkirche ist die Innsbrucker Christuskirche sowie die Christuskirche in Salzburg die zweite Hauptkirche. Vor der Verlegung der Superintendentur 2005 nach Innsbruck war sie die Hauptkirche.

## Geschichte
Die Evangelische Superintendentur A. B. Salzburg und Tirol entstand 1966 durch Trennung von der Evangelischen Superintendentur A. B. Oberösterreich. Der erste Superintendent von Salzburg und Tirol war Emil Sturm, dem 1980 Wolfgang Schmidt und ab 1995 Luise Müller nachfolgte. Seit 2012 ist Olivier Dantine Superintendent. Der Sitz der Superintendentur wurde 2005 von der Stadt Salzburg nach Innsbruck verlegt, in Salzburg verblieb eine Geschäftsstelle.

## Gemeinden
| Pfarrgemeinde                          | Gründungsjahr                   | Kirchengebäude                                                                                 | Bild                                            |
| -------------------------------------- | ------------------------------- | ---------------------------------------------------------------------------------------------- | ----------------------------------------------- |
| Bischofshofen und St. Johann im Pongau | 1999 (1974 als Tochtergemeinde) | Christuskirche in Bischofshofen, Annakapelle in St. Johann im Pongau (Das Foto zeigt letztere) | Annakapelle in St. Johann im Pongau             |
| Gastein                                | 1960 (1950 als Tochtergemeinde) | Christophoruskirche Bad Gastein, Heilskirche in Bad Hofgastein                                 | Heilskirche in Bad Hofgastein                   |
| Hallein                                | 1925 (1902 als Predigtstation)  | Schaitbergerkirche in Hallein                                                                  | Schaitbergerkirche in Hallein                   |
| Innsbruck Christuskirche               | 1876                            | Christuskirche in Innsbruck, Kreuzkirche in Völs                                               | Christuskirche in Innsbruck                     |
| Innsbruck-Ost                          | 1970                            | Auferstehungskirche in Innsbruck, Johanneskapelle in Hall in Tirol                             | Auferstehungskirche in Innsbruck                |
| Jenbach                                | 1970 (1966 als Tochtergemeinde) | Erlöserkirche in Jenbach, Christuskirche in Wattens (Das Foto zeigt Letztere)                  | Christuskirche in Wattens                       |
| Kitzbühel                              | 1967                            | Christuskirche in Kitzbühel                                                                    | Christuskirche in Kitzbühel                     |
| Kufstein                               | 1954 (1899 als Predigtstation)  | Johanneskirche in Kufstein                                                                     | Johanneskirche in Kufstein                      |
| Oberinntal                             | 1968                            | Markuskirche in Landeck                                                                        | Markuskirche in Landeck                         |
| Reutte                                 | 1962                            | Dreieinigkeitskirche in Reutte                                                                 | Dreieinigkeitskirche in Reutte                  |
| Saalfelden                             | 1993 (1968 als Tochtergemeinde) | Friedenskirche in Saalfelden am Steinernen Meer, Kreuzkirche in Lofer                          | Friedenskirche in Saalfelden am Steinernen Meer |
| Salzburg Auferstehungskirche           | 1997                            | Auferstehungskirche in Salzburg                                                                |                                                 |
| Salzburg Christuskirche                | 1863                            | Christuskirche in Salzburg                                                                     | Christuskirche in Salzburg                      |
| Salzburg Nördlicher Flachgau           | 1981                            | Honteruskirche in Elixhausen, Lukaskirche in Bürmoos, Rupertuskirche in Neumarkt am Wallersee  | Lukaskirche in Bürmoos                          |
| Salzburg-West                          | 1994 (1969 als Tochtergemeinde) | Matthäuskirche in Salzburg                                                                     | Matthäuskirche in Salzburg                      |
| Zell am See                            | 1959 (1957 als Tochtergemeinde) | Auferstehungskirche in Zell am See                                                             | Auferstehungskirche in Zell am See              |